# Abisara saturata
Abisara saturata är en fjärilsart som beskrevs av Moore 1878. Abisara saturata ingår i släktet Abisara och familjen Riodinidae. Inga underarter finns listade i Catalogue of Life.

## Bildgalleri

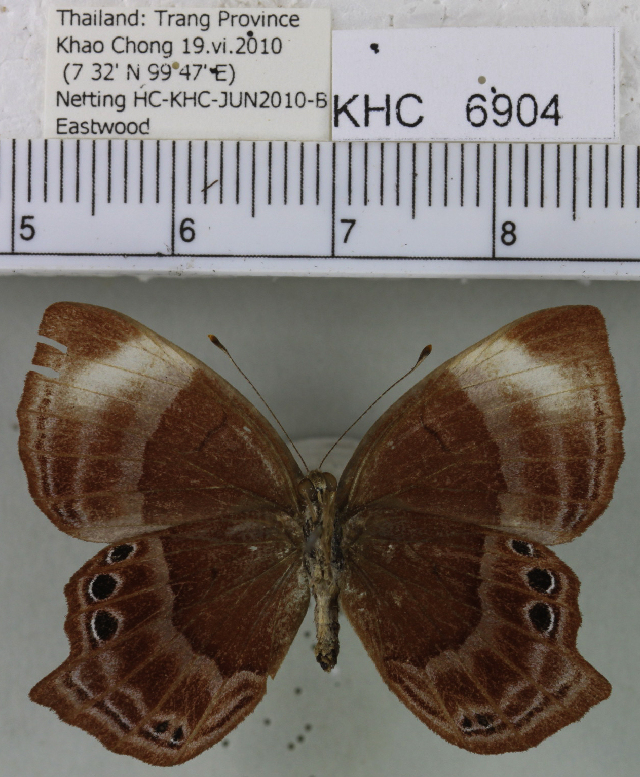
Ventralsidan av Abisara saturata.